# Eteone platycephala
Eteone platycephala är en ringmaskart som beskrevs av Augener 1913. Eteone platycephala ingår i släktet Eteone och familjen Phyllodocidae.
Artens utbredningsområde är havet kring Nya Zeeland. Inga underarter finns listade i Catalogue of Life.